# Jules Angelo Bigarnet
Jules Angelo Bigarnet est un acteur français né le 13 décembre 1993 à Paris.

## Filmographie

### Télévision
- 2011 : Les Faux-monnayeurs de Benoît Jacquot : Bernard
- 2011 : Tout le monde descend ! de Renaud Bertrand : Zachary Kessler
- 2014 : Boulevard du Palais : le fils Dimiglio

### Cinéma
- 2003 : Le Bison (et sa voisine Dorine) d'Isabelle Nanty : Paulo
- 2004 : Malabar Princess de Gilles Legrand : Tom
- 2005 : Tu vas rire, mais je te quitte de Philippe Harel : Jérémie
- 2005 : Vous êtes libre ? de Pierre Joassin : Benoit
- 2006 : Les Aiguilles rouges de Jean-François Davy : l'Arsouille
- 2006 : Essaye-moi de Pierre-François Martin-Laval : Firmin
- 2007 : Comme ton père de Marco Carmel : Michel
- 2013 : Les Yeux Fermés de Jessica Palud : Pierre petit